# Louis Rouvre
Pour les articles homonymes, voir Rouvre.
Louis Rouvre, né le 15 décembre 1802 à Saint-Parres-lès-Vaudes (Aube) et mort le 11 mars 1881 à Paris, est un homme politique français.

## Biographie
Médecin à Chaource en 1827, il est maire de la ville et conseiller d'arrondissement. Il est député de l'Aube de 1876 à 1881, siégeant au centre gauche. Il est l'un des 363 qui refusent la confiance au gouvernement de Broglie, le 16 mai 1877. 

## Sources
- « Louis Rouvre », dans Adolphe Robert et Gaston Cougny, Dictionnaire des parlementaires français, Edgar Bourloton, 1889-1891 [détail de l’édition]